# Alejandro Hincapié
Alejandro Hincapié Zapata (Ríonegro, Colombia, 28 de agosto de 1995) es un futbolista colombiano. Juega como mediocampista y actualmente milita en Deportes Recoleta de la Segunda División Profesional de Chile.

## Clubes
| Club                 | País     | Año       |
| -------------------- | -------- | --------- |
| Atlético Bucaramanga | Colombia | 2014-2015 |
| Árabe Unido          | Panamá   | 2015-2017 |
| Deportes Recoleta    | Chile    | 2018-     |